# Бентлер (природен парк)
Природен парк „Бентлер“ (на турски: Bentler Tabiat Parkı) е природен парк, разположен на 1 километър от квартал „Бахчекьой“, околия Саръйер в Истанбул, Турция. Обхваща площ от 0,016 км2. Създаден е през 2011 г. и е един от деветте природни парка в Белградската гора. В превод от турски „бентлер“ означава язовири, наименунан е така заради язовирите, построени в околностите му – Топузлу (построен през 1750 г.), Валиде (построен през 1796 г.) и Новият язовир (Yeni Bent или II. Mahmud Bendi, построен през 1839 г.), които са разположени северно от парка. Има и други съоръжения като язовир Искъра и исторически фонтани от епохата на Османската империя. Природен парк „Бентлер“ има два входа – главния вход на Белградската гора и портата „Курткемери“.
Природният парк предлага дейности на открито като туризъм, колоездене и пикник за посетителите ежедневно. Има детски площадки. Входът за посетители и превозни средства е платен.